# Associazione Calcio Foroni 2000-2001
Questa voce raccoglie le informazioni riguardanti l'Associazione Calcio Foroni nelle competizioni ufficiali della stagione 2000-2001.

## Divise e sponsor
|  | 1ª divisa |

## Organigramma societario
Area tecnica
- Allenatore: Leonardo Donella

## Rosa
| N. |                   | Ruolo | Calciatrice         |
| -- | ----------------- | ----- | ------------------- |
|    | Italia (bandiera) | P     | Giorgia Brenzan     |
|    | Italia (bandiera) | P     | Sara Feletto        |
|    | Italia (bandiera) | D     | Milena Bertolini    |
|    | Italia (bandiera) | D     | Elena Ficarelli     |
|    | Italia (bandiera) | D     | Marcella Gozzi      |
|    | Italia (bandiera) | D     | Ilenia Nicoli       |
|    | Italia (bandiera) | D     | Chiara Signor       |
|    | Italia (bandiera) | D     | Manuela Tesse       |
|    | Italia (bandiera) | C     | Sonia Benini        |
|    | Italia (bandiera) | C     | Miriam D'Alessandro |

| N. |                      | Ruolo | Calciatrice        |
| -- | -------------------- | ----- | ------------------ |
|    | Italia (bandiera)    | C     | Federica D'Astolfo |
|    | Italia (bandiera)    | C     | Marina Pellizzer   |
|    | Italia (bandiera)    | C     | Katia Serra        |
|    | Italia (bandiera)    | A     | Sara Boldini       |
|    | Italia (bandiera)    | A     | Silvia Pontil      |
|    | Italia (bandiera)    | A     | Sabrina Ruggenenti |
|    | Finlandia (bandiera) | A     | Rosa Lappi-Seppälä |
|    | Italia (bandiera)    | A     | Michela Ulivieri   |
|    | Italia (bandiera)    | A     | Simona Zani        |

## Calciomercato

### Sessione estiva
| Acquisti | Acquisti            | Acquisti          | Acquisti   |
| R.       | Nome                | da                | Modalità   |
| -------- | ------------------- | ----------------- | ---------- |
| P        | Giorgia Brenzan     | ACF Milan         | svincolata |
| D        | Manuela Tesse       | Autolelli Picenum | svincolata |
| C        | Miriam D'Alessandro | Bologna CF        | svincolata |
| A        | Rosa Lappi-Seppälä  | Torino            | svincolata |
| A        | Michela Ulivieri    | Pisa              | svincolata |

| Cessioni | Cessioni           | Cessioni      | Cessioni   |
| R.       | Nome               | a             | Modalità   |
| -------- | ------------------ | ------------- | ---------- |
| P        | Barbara Bulgarini  | Torino        | svincolata |
| D        | Sabrina De Chirico |               | svincolata |
| C        | Daniela Turra      | VeneziaJesolo | svincolata |
| A        | Maddalena Gozzi    |               |            |

## Risultati

### Serie A

#### Girone di andata
| 16 settembre 2000, ore 16:00 CEST 1ª giornata                                                                                    | Foroni    | 7 – 0 referto | Aquile Palermo |  |
| \| \| \| \| \| Serra 12’ D'Astolfo 16’ (rig.) Pellizzer 26’ Bertolini 28’ Boldini 72’ Ulivieri 80’ Nicoli 88’ \| Marcatori \| \| |           |               |                |  |
| |           |               |                |  |
| Serra 12’ D'Astolfo 16’ (rig.) Pellizzer 26’ Bertolini 28’ Boldini 72’ Ulivieri 80’ Nicoli 88’                                   | Marcatori |               |                |  |

| 23 settembre 2000, ore 16:00 CEST 2ª giornata                         | Torino    | 0 – 3 referto                       | Foroni |  |
| \| \| \| \| \| \| Marcatori \| 44’ Tesse 77’ Pellizzer 81’ Boldini \| |           |                                     |        |  |
|                                                                       |           |                                     |        |  |
|                                                                       | Marcatori | 44’ Tesse 77’ Pellizzer 81’ Boldini |        |  |

| 30 settembre 2000, ore 16:00 CEST 3ª giornata         | Foroni    | 0 – 1 referto       | Pisa |  |
| \| \| \| \| \| \| Marcatori \| 58’ (rig.) Pallotti \| |           |                     |      |  |
|                                                       |           |                     |      |  |
|                                                       | Marcatori | 58’ (rig.) Pallotti |      |  |

| 7 ottobre 2000 4ª giornata                                    | Agliana   | 1 – 1 referto | Foroni |  |
| \| \| \| \| \| Colombino 78’ \| Marcatori \| 45’ D'Astolfo \| |           |               |        |  |
|                                                               |           |               |        |  |
| Colombino 78’                                                 | Marcatori | 45’ D'Astolfo |        |  |

| 21 ottobre 2000 5ª giornata                         | Foroni    | 2 – 0 referto | Sarzana |  |
| \| \| \| \| \| Ulivieri 24’, 28’ \| Marcatori \| \| |           |               |         |  |
|                                                     |           |               |         |  |
| Ulivieri 24’, 28’                                   | Marcatori |               |         |  |

| 28 ottobre 2000 6ª giornata                                                      | Gravina   | 1 – 3 referto                   | Foroni |  |
| \| \| \| \| \| Colasuonno 28’ \| Marcatori \| 40’, 62’ D'Astolfo 77’ Ulivieri \| |           |                                 |        |  |
|                                                                                  |           |                                 |        |  |
| Colasuonno 28’                                                                   | Marcatori | 40’, 62’ D'Astolfo 77’ Ulivieri |        |  |

| 4 novembre 2000, ore 14:30 CET 7ª giornata      | Foroni    | 1 – 0 referto | Torres Fo.S. |  |
| \| \| \| \| \| D'Astolfo 56’ \| Marcatori \| \| |           |               |              |  |
|                                                 |           |               |              |  |
| D'Astolfo 56’                                   | Marcatori |               |              |  |

| Calmasino, Bardolino 11 novembre 2000, ore 14:30 CET 8ª giornata | Bardolino | 0 – 1 referto | Foroni | Stadio comunale Belvedere |
| \| \| \| \| \| \| Marcatori \| 28’ D'Astolfo \|                  |           |               |        |                           |
|                                                                  |           |               |        |                           |
|                                                                  | Marcatori | 28’ D'Astolfo |        |                           |

| 25 novembre 2000, ore 14:30 CET 9ª giornata          | Foroni    | 1 – 0 referto | G.E.A.S. |  |
| \| \| \| \| \| Marchio 28’ (aut.) \| Marcatori \| \| |           |               |          |  |
|                                                      |           |               |          |  |
| Marchio 28’ (aut.)                                   | Marcatori |               |          |  |

| 2 dicembre 2000, ore 14:30 CET 10ª giornata             | Tradate Abbiate | 0 – 2 referto         | Foroni |  |
| \| \| \| \| \| \| Marcatori \| 34’ Zani 70’ Ulivieri \| |                 |                       |        |  |
|                                                         |                 |                       |        |  |
|                                                         | Marcatori       | 34’ Zani 70’ Ulivieri |        |  |

| 9 dicembre 2000, ore 14:30 CET 11ª giornata                                                     | Foroni    | 4 – 0 referto | Autolelli Picenum |  |
| \| \| \| \| \| Lappi-Seppälä 58’, 73’ (rig.) Ulivieri 67’ D'Alessandro 90+2’ \| Marcatori \| \| |           |               |                   |  |
|                                                                                                 |           |               |                   |  |
| Lappi-Seppälä 58’, 73’ (rig.) Ulivieri 67’ D'Alessandro 90+2’                                   | Marcatori |               |                   |  |

| Arbitro: | Falso (Formia) |

|                   |           |                                 |
| Sodini 60’ (rig.) | Marcatori | 53’ D'Astolfo 68’ Lappi-Seppälä |

| 6 gennaio 2001, ore 14:30 CET 13ª giornata | Foroni | 2 – 0 referto | ACF Milan |  |

| 13 gennaio 2001, ore 14:30 CET 14ª giornata                                                  | Ruco Line Lazio | 3 – 2 referto              | Foroni |  |
| \| \| \| \| \| Panico 57’ Duò 79’ Lattanzi 83’ \| Marcatori \| 77’ D'Astolfo 86’ Ulivieri \| |                 |                            |        |  |
|                                                                                              |                 |                            |        |  |
| Panico 57’ Duò 79’ Lattanzi 83’                                                              | Marcatori       | 77’ D'Astolfo 86’ Ulivieri |        |  |

| 10 febbraio 2001, ore 14:30 CET 15ª giornata                   | Foroni    | 2 – 1 referto | Fiammamonza |  |
| \| \| \| \| \| Pellizzer 26’, 71’ \| Marcatori \| 15’ Villa \| |           |               |             |  |
|                                                                |           |               |             |  |
| Pellizzer 26’, 71’                                             | Marcatori | 15’ Villa     |             |  |

#### Girone di ritorno
| 27 gennaio 2001, ore 14:30 CET 16ª giornata                          | Aquile Palermo | 0 – 2 referto                      | Foroni |  |
| \| \| \| \| \| \| Marcatori \| 66’ Lappi-Seppälä 88’ D'Alessandro \| |                |                                    |        |  |
|                                                                      |                |                                    |        |  |
|                                                                      | Marcatori      | 66’ Lappi-Seppälä 88’ D'Alessandro |        |  |

| 3 febbraio 2001, ore 14:30 CET 17ª giornata                              | Foroni    | 3 – 0 referto | Torino |  |
| \| \| \| \| \| D'Astolfo 15’ Pontil 17’ Pellizzer 84’ \| Marcatori \| \| |           |               |        |  |
|                                                                          |           |               |        |  |
| D'Astolfo 15’ Pontil 17’ Pellizzer 84’                                   | Marcatori |               |        |  |

| 17 febbraio 2001, ore 14:30 CET 18ª giornata | Pisa | 1 – 3 | Foroni |  |

| 24 febbraio 2001, ore 14:30 CET 19ª giornata | Foroni | 1 – 0 | Agliana |  |

| Sarzana 3 marzo 2001 20ª giornata                                                    | Sarzana 2000 | 1 – 4 referto                        | Foroni | Stadio Miro Luperi |
| \| \| \| \| \| Palombini ??’ \| Marcatori \| ??’, ??’, ??’ Lappi-Seppälä ??’ Zani \| |              |                                      |        |                    |
|                                                                                      |              |                                      |        |                    |
| Palombini ??’                                                                        | Marcatori    | ??’, ??’, ??’ Lappi-Seppälä ??’ Zani |        |                    |

| 10 marzo 2001 21ª giornata | Foroni | 4 – 3 | Gravina |  |

| Arbitro: | Rinaldi (Milano) |

|            |           |  |
| Parejo 22’ | Marcatori |  |

| 24 marzo 2001 23ª giornata | Foroni | 2 – 0 | Bardolino |  |

| 31 marzo 2001 24ª giornata | G.E.A.S. | 1 – 1 | Foroni |  |

| 21 aprile 2000 25ª giornata | Foroni | 6 – 1 | Tradate Abbiate |  |

| 28 aprile 2001 26ª giornata | Autolelli Picenum | 1 – 4 | Foroni |  |

| Arbitro: | Facchetti (Bergamo) |

|          |           |            |
| Zani 20’ | Marcatori | 67’ Sodini |

| 12 maggio 2001 28ª giornata | ACF Milan | 2 – 0 | Foroni |  |

| 19 maggio 2001 29ª giornata | Foroni | 1 – 0 | Ruco Line Lazio |  |

| Monza 26 maggio 2001 30ª giornata | Fiammamonza | 3 – 1 | Foroni | Stadio Gino Alfonso Sada |

### Coppa Italia
| 6 settembre 2000 1º turno, gruppo 7 - 2ª giornata | Hellas Oppeano | 0 – 8 | Foroni |  |

| 9 settembre 2000 1º turno, gruppo 7 - 3ª giornata | Foroni | 7 – 0 | Union Altavilla Tavarnelle |  |

| Calmasino, Bardolino 1º novembre 2000 2º turno, gruppo 3 - 1ª giornata | Bardolino | 1 – 0 | Foroni | Stadio comunale Belvedere |

| 6 dicembre 2000 2º turno, gruppo 7 - 2ª giornata | Foroni | 2 – 0 | Libertas Pasiano |  |

## Statistiche

### Statistiche di squadra
| Competizione | Punti | In casa | In casa | In casa | In casa | In casa | In casa | In trasferta | In trasferta | In trasferta | In trasferta | In trasferta | In trasferta | Totale | Totale | Totale | Totale | Totale | Totale | DR  |
| Competizione | Punti | G       | V       | N       | P       | Gf      | Gs      | G            | V            | N            | P            | Gf           | Gs           | G      | V      | N      | P      | Gf     | Gs     | DR  |
| ------------ | ----- | ------- | ------- | ------- | ------- | ------- | ------- | ------------ | ------------ | ------------ | ------------ | ------------ | ------------ | ------ | ------ | ------ | ------ | ------ | ------ | --- |
| Serie A      | 69    | 15      | 13      | 1       | 1       | 37      | 7       | 15           | 9            | 2            | 4            | 31           | 16           | 30     | 22     | 3      | 5      | 66     | 23     | +43 |
| Coppa Italia | -     | 2       | 2       | 0       | 0       | 9       | 0       | 2            | 1            | 0            | 1            | 8            | 1            | 4      | 3      | 0      | 1      | 17     | 1      | +16 |
| Totale       | -     | 17      | 15      | 1       | 1       | 46      | 7       | 17           | 10           | 2            | 5            | 39           | 17           | 34     | 25     | 3      | 6      | 83     | 24     | +59 |

### Andamento in campionato
| Giornata  | 1 | 2 | 3 | 4 | 5 | 6 | 7 | 8 | 9 | 10 | 11 | 12 | 13 | 14 | 15 | 16 | 17 | 18 | 19 | 20 | 21 | 22 | 23 | 24 | 25 | 26 | 27 | 28 | 29 | 30 |
| --------- | - | - | - | - | - | - | - | - | - | -- | -- | -- | -- | -- | -- | -- | -- | -- | -- | -- | -- | -- | -- | -- | -- | -- | -- | -- | -- | -- |
| Luogo     | C | T | C | T | C | T | C | T | C | T  | C  | T  | C  | T  | C  | T  | C  | T  | C  | T  | C  | T  | C  | T  | C  | T  | C  | T  | C  | T  |
| Risultato | V | V | P | N | V | V | N | V | V | V  | V  | V  | V  | P  | V  | V  | V  | V  | V  | V  | V  | P  | V  | N  | V  | V  | N  | P  | V  | P  |
| Posizione | 1 | 1 |   |   |   | 3 |   | 1 |   |    |    |    |    |    |    |    |    |    |    |    |    |    |    |    |    |    |    |    | 2  | 2  |

Legenda:

Luogo: C = Casa; T = Trasferta. Risultato: V = Vittoria; N = Pareggio; P = Sconfitta.

### Statistiche delle giocatrici
| Giocatore        | Serie A  | Serie A | Serie A     | Serie A    | Coppa Italia | Coppa Italia | Coppa Italia | Coppa Italia | Totale   | Totale | Totale      | Totale     |
| Giocatore        | Presenze | Reti    | Ammonizioni | Espulsioni | Presenze     | Reti         | Ammonizioni  | Espulsioni   | Presenze | Reti   | Ammonizioni | Espulsioni |
| ---------------- | -------- | ------- | ----------- | ---------- | ------------ | ------------ | ------------ | ------------ | -------- | ------ | ----------- | ---------- |
| S. Benini        | 20       | 0       | ?           | ?          | ?            | ?            | ?            | ?            | 20+      | 0+     | ?           | ?          |
| M. Bertolini     | 26       | 1       | ?           | ?          | ?            | ?            | ?            | ?            | 26+      | 1+     | ?           | ?          |
| S. Boldini       | 5        | 2       | ?           | ?          | ?            | ?            | ?            | ?            | 5+       | 2+     | ?           | ?          |
| G. Brenzan       | 29       | 1       | ?           | ?          | ?            | ?            | ?            | ?            | 29+      | 1+     | ?           | ?          |
| M. D'Alessandro  | 23       | 2       | ?           | ?          | ?            | ?            | ?            | ?            | 23+      | 2+     | ?           | ?          |
| F. D'Astolfo     | 29       | 10      | ?           | ?          | ?            | ?            | ?            | ?            | 29+      | 10+    | ?           | ?          |
| S. Feletto       | 4        | -?      | ?           | ?          | ?            | ?            | ?            | ?            | 4+       | 0+     | ?           | ?          |
| E. Ficarelli     | 29       | 0       | ?           | ?          | ?            | ?            | ?            | ?            | 29+      | 0+     | ?           | ?          |
| M. Gozzi         | 10       | 0       | ?           | ?          | ?            | ?            | ?            | ?            | 10+      | 0+     | ?           | ?          |
| R. Lappi-Seppälä | 25       | 14      | ?           | ?          | ?            | ?            | ?            | ?            | 25+      | 14+    | ?           | ?          |
| I. Nicoli        | 28       | 1       | ?           | ?          | ?            | ?            | ?            | ?            | 28+      | 1+     | ?           | ?          |
| M. Pellizzer     | 29       | 9       | ?           | ?          | ?            | ?            | ?            | ?            | 29+      | 9+     | ?           | ?          |
| S. Pontil        | 23       | 2       | ?           | ?          | ?            | ?            | ?            | ?            | 23+      | 2+     | ?           | ?          |
| S. Ruggenenti    | 10       | 1       | 0           | 0          | ?            | ?            | ?            | ?            | 10+      | 1+     | 0+          | 0+         |
| K. Serra         | 27       | 4       | ?           | ?          | ?            | ?            | ?            | ?            | 27+      | 4+     | ?           | ?          |
| C. Signor        | 21       | 0       | ?           | ?          | ?            | ?            | ?            | ?            | 21+      | 0+     | ?           | ?          |
| M. Tesse         | 27       | 3       | ?           | ?          | ?            | ?            | ?            | ?            | 27+      | 3+     | ?           | ?          |
| M. Ulivieri      | 13       | 7       | ?           | ?          | ?            | ?            | ?            | ?            | 13+      | 7+     | ?           | ?          |
| S. Zani          | 29       | 8       | ?           | ?          | ?            | ?            | ?            | ?            | 29+      | 8+     | ?           | ?          |